# 자유의 아들들

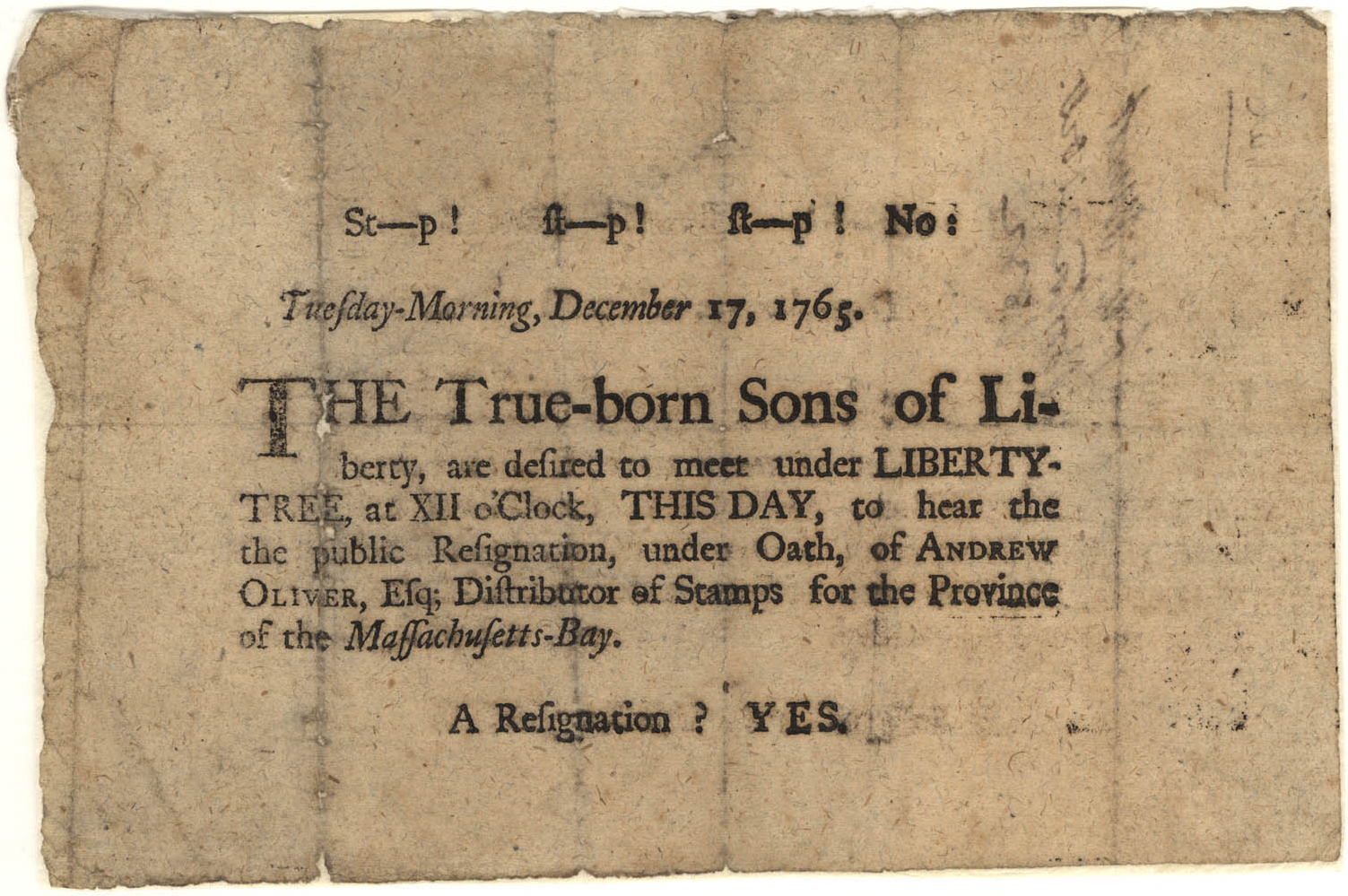
1765년 대자보, "자유의 아들들"의 이름 아래, "자유의 나무"에서의 집회 참가를 호소하는 공고문

자유의 아들들(Sons of Liberty)은 미국 독립 전쟁 이전의 북아메리카 13 식민지의 애국 급진파의 통칭이며, 그대로 이름을 딴 시민 조직이 각지에서 결성되었으며, 독립 혁명에 많은 역할을 했다. 특히 새뮤얼 애덤스가 중심이 된 보스턴의 조직은 1773년 ‘보스턴 차 사건’을 일으켰다.

## 유래
1765년 2월 본국 의회에서 열린 〈인지세법〉에 관한 논의 속에서 ‘자유의 아들들’이라는 말이 사용된 것이 그말의 유래가 되었다. ‘인지세법’을 추진한 찰스 타운센드는 “이 아이들은 우리 덕분에 정착하고, 우리의 관용으로 발전했으며, ...... 그리고 우리의 무력으로 보호받고 있다”고 언급한 것에 대해, 식민지 성향의 의원 아이작 발리는 “제국 군 덕분에 정착했다고? 말도 안돼! 여러분의 압정이 그들을 미국에 정착케한 것이다”고 반격하였으며, 그 연설에서 “이 같은 수 차례 조치 때문에 반발심으로 그들 자유의 아들들은 자신의 피를 흘려왔다”고 지적하며, 신법(인지세법)에 저항을 예언했다. 같은 해 가을에는 인지세법 반대파를 가리켜 ‘자유의 아들들’이라고 부르게 되었다.
영국 당국과 충성파의 입장에서 보면 반역자이고, ‘폭력의 아들들’, ‘나쁜 아들들’ 등으로 불렀다. 일부 소설에서 자유의 아들들이 마치 지하 조직인 것처럼 그려지는 경우가 있으며, 이것이 자유의 아들들에 대한 일반적인 이미지였지만, 실제로는 고도로 조직화된 집단이 아니라, 급진적인 식민지인들을 포괄적으로 가리키는 통칭이었다. 북미 식민지의 애국파는 이 말에 의해 정체성을 공유했고, 지도자들은 이 단어를 사용하여 ‘자유의 나무’와 같이 다른 곳에서 익명의 소집을 하여 종종 과격한 행동을 일으켰다. 이것이 과격파 조직으로 자유의 아들들의 실체였다.

## 역사

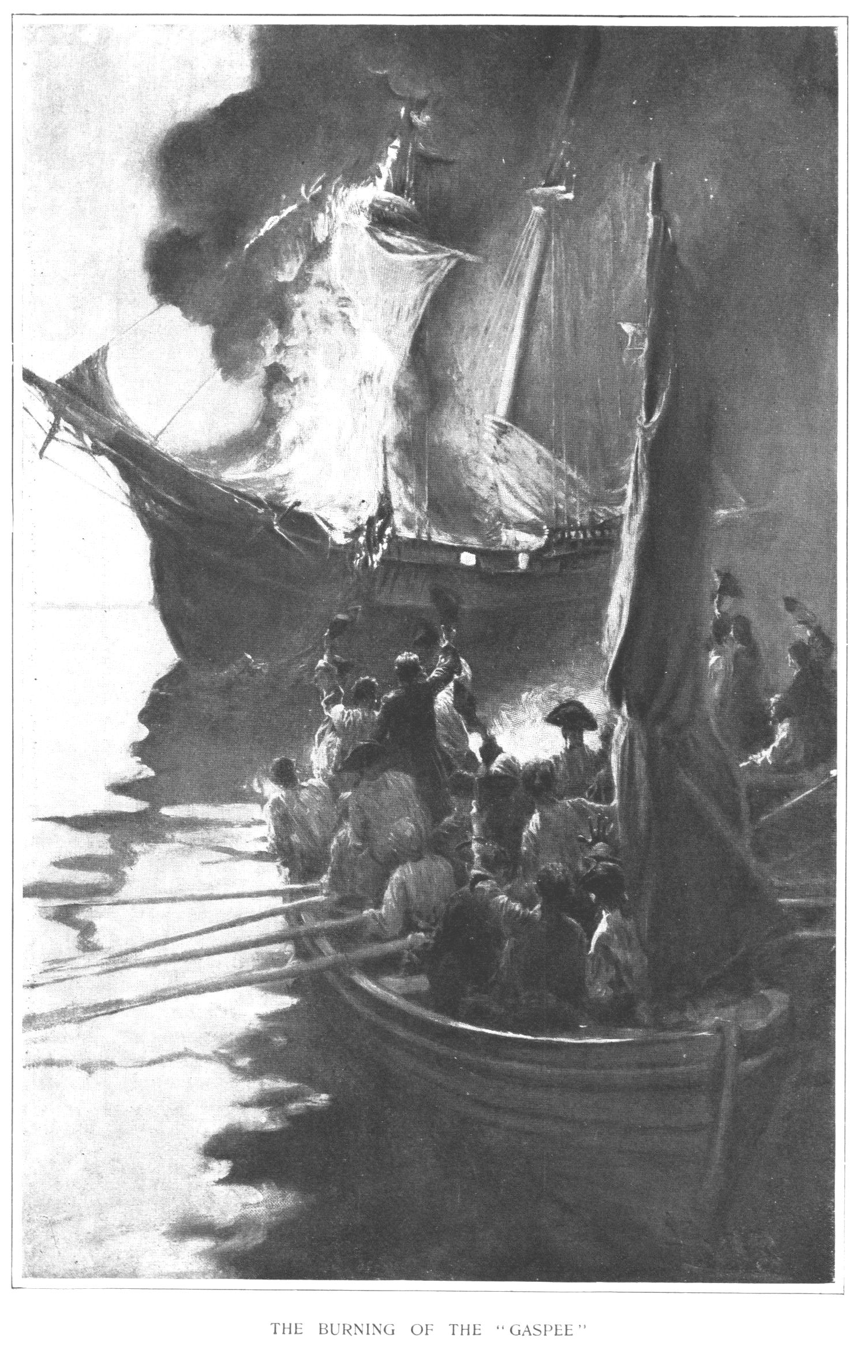
불타는 가스페이 호

아홉줄의 자유의 아들들 깃발

자유의 아들들을 자칭하는 집단은 거의 모든 식민지에 등장했다. 독립운동이 시작되면서 달이 갈수록 확대되어 갔다. 1765년 8월에는 보스턴의 조직이 결성되었다. 새뮤얼 애덤스가 설립자였지만, ‘로얄 나인’이라는 전신의 조직이 있었으며, 보스턴 자유의 아들들이 처음부터 애덤스 등 급진파의 실질 조직으로 설립된 것이라고는 단언할 수 없다. 11월 6일에는 뉴욕에서 다른 식민지와의 통신을 목적으로 하는 위원회가 설치되었고, 12월에는 뉴욕과 코네티컷 간의 동맹이 결성되었다. 이듬해 1월에는 보스턴과 맨해튼의 조직 사이의 교신 제도가 설치되었다. 3월까지 뉴욕, 뉴햄프셔, 뉴포트, 로드아일랜드를 포함 식민지 사이의 연락망이 마련되었다. 이때까지 자유의 아들들은 뉴저지, 메릴랜드, 노퍽, 버지니아에 설립되었으며 노스캐롤라이나 지역 집단은 사우스캐롤라이나와 조지아에서 관심을 끌고 있었다.
사바나 지대에서 캐나다 남동부의 핼리팩스까지 확장된 북미 식민지는 1765년 〈인지세법〉에 저항했으며, 법적 결의, 시위운동, 협박과 폭행 사건으로까지 발전했다. 이 대중 운동으로 〈인지세법〉이 폐지되자, 식민지의 급진파는 더욱 용기를 얻어 다른 유사한 새로운 세금 저항운동을 일으켰다.
1766년, 뉴욕의 자유의 아들들은 뉴욕 시에 ‘자유의 깃대’를 세워 인지세법의 철폐를 축복했다. 자유의 깃대를 둘러싸고 재미의 영국군과 오랫동안 논쟁이 이어졌다. 애국주의자에 의해 깃대가 세워지고, 영국군이 파괴한 분쟁은 1766년부터 간헐적으로 1775년 봄에 애국파가 뉴욕 정부의 실권을 빼앗을 때까지 이어졌다. 마지막 자유의 깃대가 영국군에 의해 베여 넘어진 것은 1776년 10월 28일이다.
1768년에는 자유의 아들들이 〈타운젠드법〉을 보이콧하며 영국 제품의 폐쇄를 주도했다.
1772년의 〈가스페이 호 방화사건〉을 일으킨 것도 자유의 아들들이다.
1773년 12월 자유의 아들들은 뉴욕시에서 선언서를 배포하고 “뉴욕 자유의 아들들의 모임 (The Association of the Sons of Liberty of New York)”의 설립을 선언했다. 그들은 〈차법〉에 반대하며, 법 집행을 방조하는 자는 모두 ‘미국의 자유에 대한 적’이라고 한 뒤 “이 결의에 위배 사람과 우리는 거래도, 고용도하지 않으며 어떠한 인연도 맺지 않는다”고 말했다. 자유의 아들들은 ‘보스턴 차 사건’과 같은 직접 행동으로 의해 〈차법〉에 반대했다. 원주민으로 분장 한 멤버가 동인도 회사의 수송선을 습격하여 대량의 차를 보스턴 만에 버린 사건이다.